# Monbazillac (Weinbaugebiet)

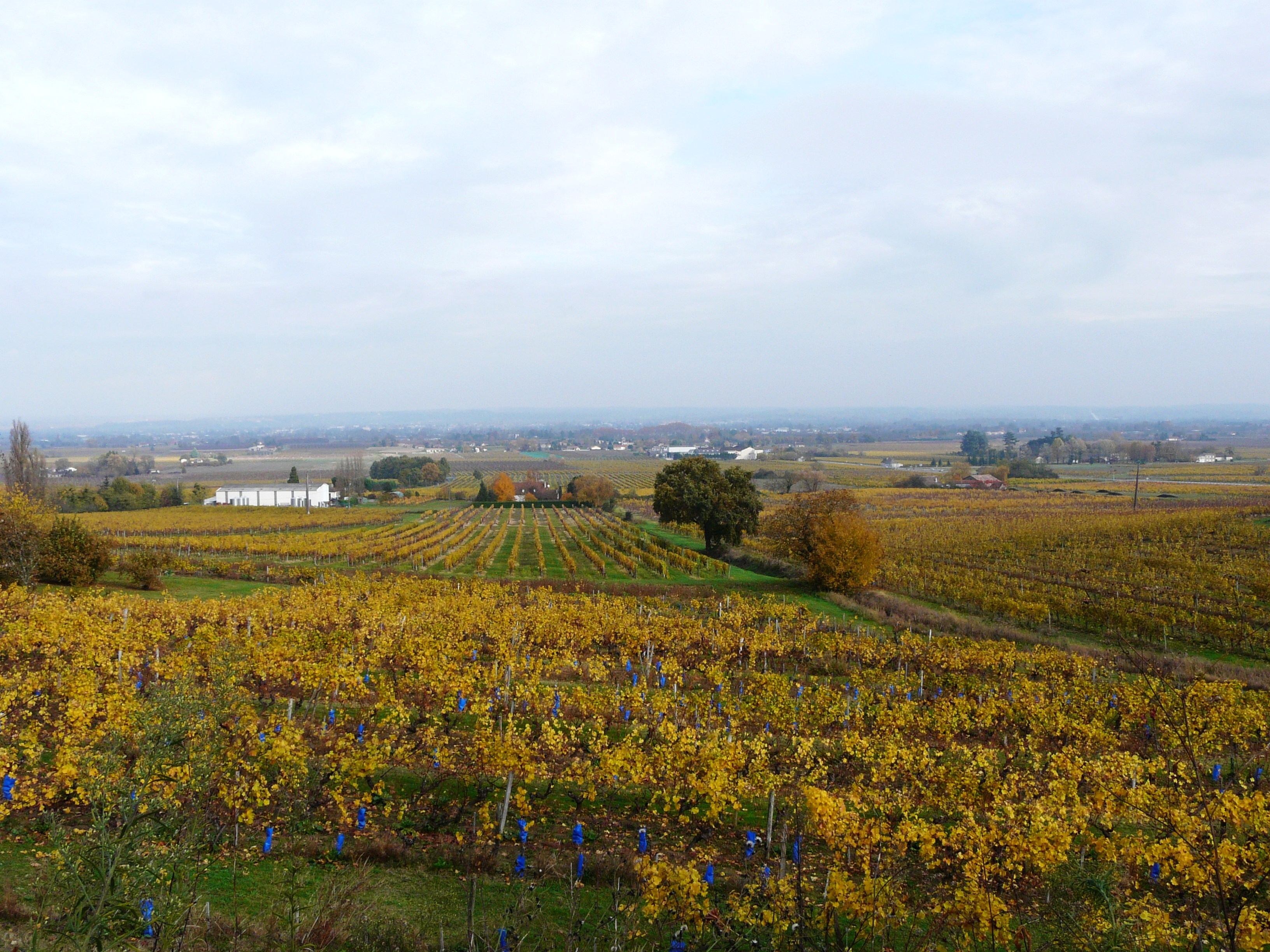
Das Weinbaugebiet Monbazillac im Herbst. Die ersten Häuser gehören zur Gemeinde Monbazillac, dahinter liegt Saint-Laurent-des-Vignes sowie die Stadt Bergerac.

Das Weinbaugebiet Monbazillac ist eine Enklave innerhalb des großen Bereiches Bergerac in der Weinbauregion Sud-Ouest in Südwest-Frankreich. Das Gebiet genießt seit dem 15. Mai 1936 den Status einer Appellation d’Origine Contrôlée (kurz AOC). Die Weinberge umfassen maximal 2.500 Hektar Rebfläche und liegen in den zugelassenen Gemeinden Colombier, Monbazillac, Pomport, Rouffignac-de-Sigoulès und Saint-Laurent-des-Vignes.

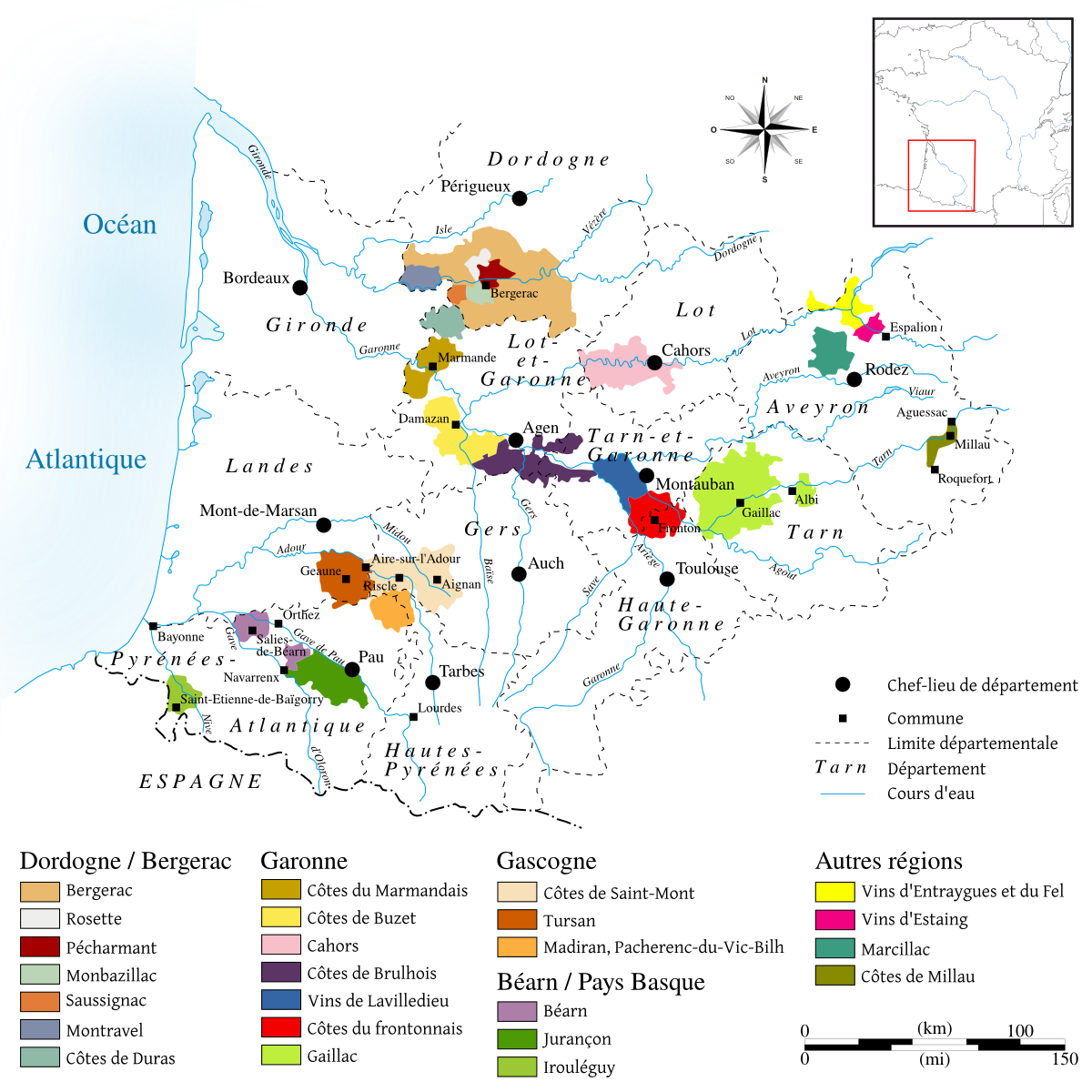
Die Weinanbauregion Sud-Ouest

## Wein
Der sehr langlebige Süßwein ist den Sauternes-Weinen ähnlich und wird aus edelfaulen Trauben der Rebsorten Sémillon, Sauvignon Blanc und Muscadelle, die mit der Hand geerntet werden müssen, verschnitten. Der Zuckergehalt vor der alkoholischen Gärung muss bei mindestens 246 g/l liegen (→ Mostgewicht). Nach der Gärung muss der Wein einen Mindestalkoholgehalt von 12,5 Volumenprozent haben, und der Restzuckergehalt liegt meist bei 30–100 g/l.
„Taste d’or“ werden die Weine genannt, wenn sie nach der Vergärung mindestens 15 Volumenprozent Alkohol aufweisen und mindestens drei Jahre gereift sind.
Der Monbazillac kann aufgrund seiner Süße gut zu einem Blauschimmelkäse wie dem Bleu de Laqueuille oder dem Bleu de Bresse genossen werden.

## Bestimmungen

### Rebsorten

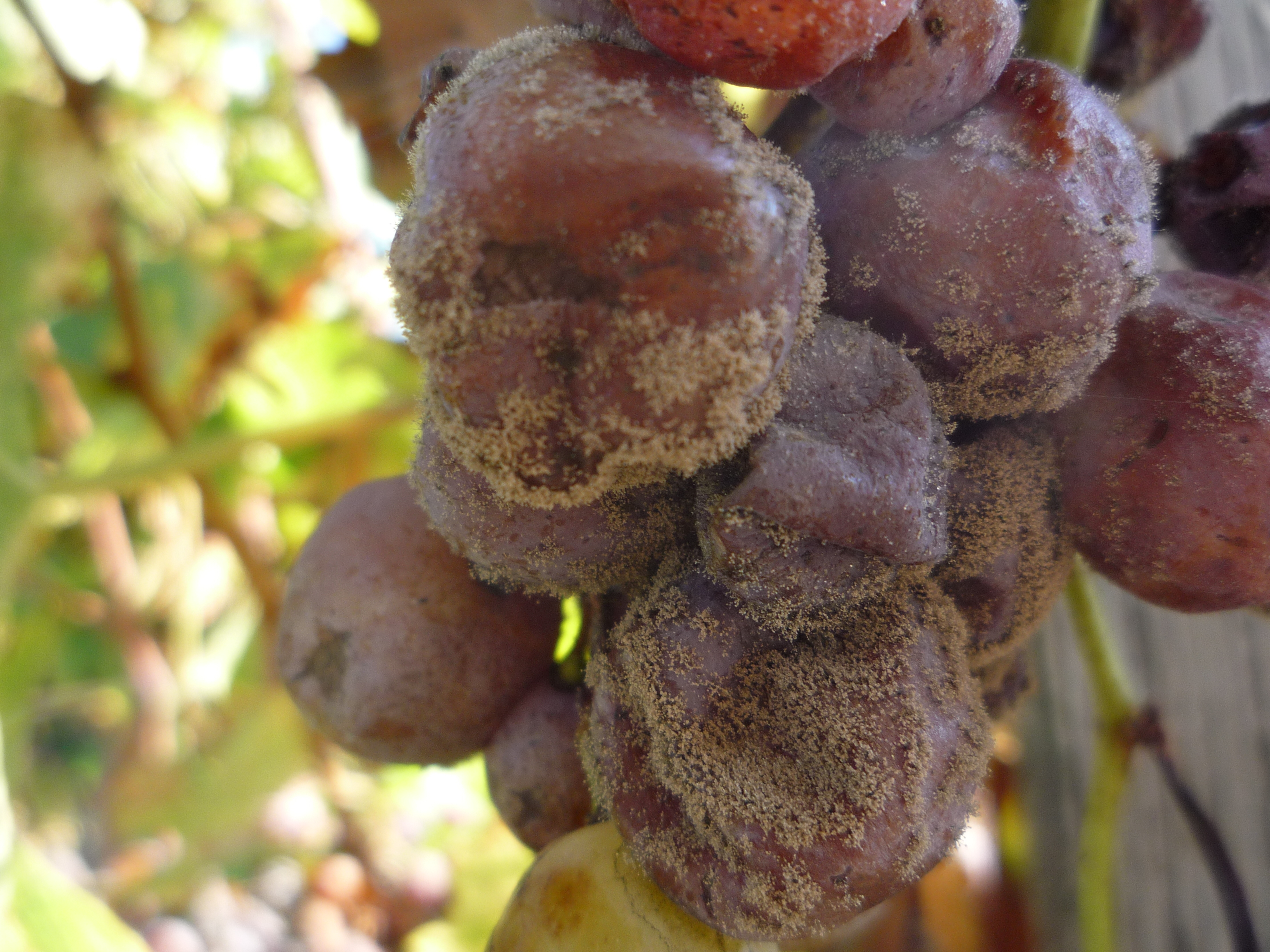
Die Rebsorte Sémillon, von der Edelfäule Botrytis cinerea befallen.

Die Sorte Sémillon ist mit 72 % der bestockten Rebfläche die Leitrebe der Region. Sie verleiht dem Wein Fülle und Süße. Sauvignon Blanc (15 %) gibt dem Weißwein Frucht und Rasse, während Muscadelle (13 %) dem Monbazillac das leichte Muskat-Bouquet verleiht. Die Prozentsätze sind selbstverständlich von Weingut zu Weingut verschieden und können auch von Jahrgang zu Jahrgang leicht variieren. Ergänzend dürfen die Rebsorten Chenin Blanc, Ondenc bzw. Ugni blanc angebaut werden. Ihr Anteil ist allerdings auf 10 % limitiert.

### Anbaubedingungen
Die minimale Pflanzdichte liegt bei 4000 Rebstöcken je Hektar. Der Abstand zwischen den Rebzeilen darf dabei 2,5 Meter nicht überschreiten. Der Abstand zwischen zwei Rebstöcken innerhalb einer Zeile liegt bei mindestens 80 Zentimetern.
Die Ertragsbeschränkung liegt bei 40 Hektoliter/Hektar.
Als Erziehungsform von Rebstöcken gelten die Gobelet-Erziehung (die local astes genannt wird) oder aber die Guyot-Erziehung. Die Anzahl der nach dem Winterschnitt belassenen Augen liegt bei max. 15.
Die Höhe der Laubwand wird in Funktion des Abstands zwischen den Zeilen bestimmt. Damit wird eine ausreichend große Anzahl Blätter garantiert.
Die Anzahl toter oder fehlender Rebstöcke innerhalb eines Weinbergs sollte die 20-%-Marke nicht überschreiten. Der Ertrag je Hektar wird bei Überschreiten dieser Marke um den gleichen Prozentsatz reduziert. Das Bewässern der Rebflächen ist untersagt.

## Klima und Boden
Die Region um Bergerac unterliegt einem starken ozeanischen Einfluss mit milden Wintern. Besonders starke Niederschläge fallen im Frühjahr und Spätherbst. Die Sommer sind dagegen zumeist heiß und trocken. Das Wetter ist oft bis in den November hinein stabil. Im Tal der Dordogne bildet sich häufig Nebel, der die Bildung von Edelfäule begünstigt.
Auf dem orographisch linken Ufer der Dordogne ist Süßwasserkalkstein in Molassesand und Mergel eingebettet. Zusammen bilden sie eine regelrechte „Schichttorte“. Bei gutem Wasserabzug bietet sie gute Bedingungen für die edelsüßen Weißweine von Monbazillac und Saussignac.
|                       | Jan | Feb  | Mär  | Apr  | Mai  | Jun  | Jul  | Aug  | Sep  | Okt  | Nov  | Dez  |   |      |
| Mittl. Tagesmax. (°C) | 9,3 | 11,3 | 14,3 | 16,7 | 20,8 | 24,1 | 27,1 | 27,1 | 23,8 | 18,8 | 12,8 | 10,1 | ⌀ | 18,1 |
| Mittl. Tagesmin. (°C) | 1,3 | 1,8  | 3    | 5,1  | 9,1  | 12,1 | 14,1 | 13,6 | 10,8 | 8,1  | 4,0  | 2,2  | ⌀ | 7,1  |
|                       |     |      |      |      |      |      |      |      |      |      |      |      |   |      |
| Niederschlag (mm)     | 52  | 63   | 42   | 80   | 68   | 73   | 53   | 66   | 79   | 71   | 80   | 82   | Σ | 809  |

| 1,3 |

| 1,8 |

| 3 |

| 5,1 |

| 9,1 |

| 12,1 |

| 14,1 |

| 13,6 |

| 10,8 |

| 8,1 |

| 4,0 |

| 2,2 |

| 1,3 |

| 1,8 |

| 3 |

| 5,1 |

| 9,1 |

| 12,1 |

| 14,1 |

| 13,6 |

| 10,8 |

| 8,1 |

| 4,0 |

| 2,2 |

| N i e d e r s c h l a g | 52  | 63  | 42  | 80  | 68  | 73  | 53  | 66  | 79  | 71  | 80  | 82  |
|                         | Jan | Feb | Mär | Apr | Mai | Jun | Jul | Aug | Sep | Okt | Nov | Dez |

## Geschichte
In dieser Gegend gab es schon im 11. Jahrhundert Weinberge. Bekannt wurde der Wein ab dem 14. Jahrhundert. Einen ersten Höhepunkt erlebten die Exportbemühungen im 18. Jahrhundert, als Hugenotten nach der Aufhebung des Edikts von Nantes aus der Region der Dordogne nach Holland flohen und über lange Jahre hinweg praktisch die komplette Ernte aufkauften und nach Holland importierten. Der aus dem Périgord stammende berühmte Diplomat und Staatsmann Charles-Maurice de Talleyrand ließ den Monbazillac beim Wiener Kongress servieren.